# Elise Uijen
Elise Uijen (Herpen, 23 juni 2003) is een Nederlands wegwielrenster die sinds 2022 voor het Nederlandse Team DSM-Firmenich rijdt.
Als junior reed zij in 2020  en 2021 voor WV Schijndel. In 2020 won ze als junior zowel het Nederlands als het Europees kampioenschap tijdrijden. In 2021 won ze brons op het EK tijdrijden bij de junioren.
In 2022 reed ze de Ronde van Romandië, waar ze het bergklassement won.

## Palmares
2020
 Europees kampioene tijdrijden, junioren
 Nederlands kampioene tijdrijden, junioren
2021
 Europees kampioenschap tijdrijden, junioren
2022
 Bergklassement Ronde van Romandië
2023
4e etappe Setmana Ciclista Valenciana

### Resultaten in grote wielerrondes
| Jaar | Ronde van Spanje | Ronde van Italië | Ronde van Frankrijk |
| 2023 | 44e              |                  | opgave              |

### Uitslagen in voornaamste wedstrijden
| Jaar | Ronde van Vlaanderen | Parijs-Roubaix | Amstel Gold Race | Trofeo Alfredo Binda | Waalse Pijl |
| ---- | -------------------- | -------------- | ---------------- | -------------------- | ----------- |
| 2022 |                      | 64e            |                  |                      | 68e         |
| 2023 | 73e                  |                | opgave           | 7e                   |             |
| 2024 |                      |                | 104e             |                      |             |

## Ploegen
- 2022 –  Team DSM
- 2023 –  Team DSM
- 2024 -  Team DSM-Firmenich PostNL
- 2025 -  Team DSM-Firmenich PostNL

Barale · Curinier · Georgi · Jastrab · Kirchmann · Koch · Kool · Labous · Lippert · Mackaij · Peperkamp · Uijen · Wiebes
Barale · Ciabocco · Curinier · Georgi · Hengeveld · Jastrab · Koch · Kool · Labous · van der Meiden · Peperkamp · Plouffe · Rayer · Storrie · Uijen · Vinke
Bader (vanaf 16/7) · Barale · Barbieri · Ciabocco · Georgi · Hengeveld · Jastrab · Koch · Kool · Labous · van der Meiden (tot 30/7) · Nelson · Peperkamp · Plouffe · Rayer · Smith · Storrie · Uijen · Vinke
Bader · Barale · Barbieri · Cavalli · Ciabocco · Georgi · Heremans · Jastrab · Koch · Kool · Londoño · Nelson · Peperkamp · Roldan · Smith · Storrie · Uijen · Vinke